# Arash
Arash, właśc. Alex Arash Labaf (pers.: آرش لباف, ur. 23 kwietnia 1977 w Teheranie) – irańsko-szwedzki piosenkarz i producent muzyczny. Wykonuje piosenki głównie w języku perskim i angielskim, nagrał także kilka utworów w języku rosyjskim.

## Życiorys

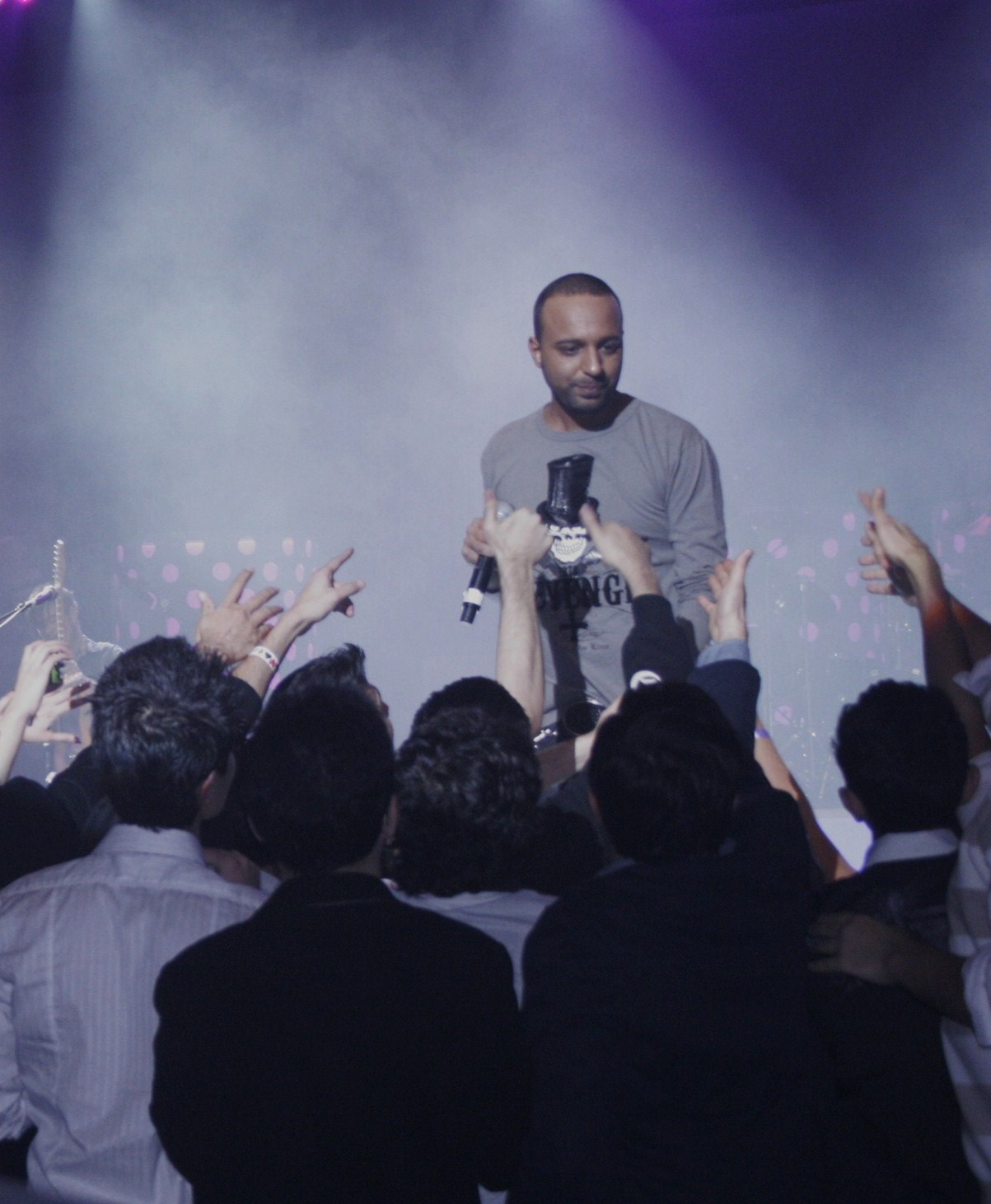
Arash w Las Vegas

W marcu 2005 wydał swój debiutancki album, zatytułowany po prostu Arash, a promujące go single „Boro Boro” i „Temptation” stały się przebojami w wielu krajach Europy. Współpracował z DJ-em Aligatorem. Również w 2005 wspólnie z DJ-em Aligatorem nagrał piosenkę dla reprezentacji Iranu na Mistrzostwa Świata w Piłce Nożnej. Z utworem „Arash” zajął trzecie miejsce w głosowaniu publiczności o Słowika Publiczności podczas Sopot Festival 2006.
Od 2008 był wielokrotnie gościem muzycznym teleturnieju Jaka to melodia? w TVP1. W maju 2009, reprezentując Azerbejdżan z utworem „Always”, nagranym w duecie z AySel, zajął trzecie miejsce w finale 54. Konkursu Piosenki Eurowizji w Moskwie. W 2010 wystąpił w brytyjskiej edycji programu Fort Boyard. W 2011 wydał teledysk do singla „Melody”, w którym wystąpił Basshunter. W 2013 pojawił się w zespole Caterham F1 Team podczas Grand Prix Abu Zabi.

## Życie prywatne
Od 10. roku życia mieszkał w Uppsali, następnie przeprowadził się do Malmö. Jego rodzicami są Irańczycy, matka pochodzi z Szirazu, a ojciec – z Tebrizu. Ma azerskie korzenie.
W maju 2011 poślubił Behnaz Ansari, z którą ma bliźniaki, syna Dariana i córkę Donyę (ur. 2012).

## Dyskografia
- Arash (2005)
- Donya  (2008)
- Superman (2014)

## Filmografia
- 2005: Mistrz blefu (Bluffmaster!)
- 2012: Czas nosorożca (Fasle kargadan) – Amir, syn Miny